# الدوري السويدي الدرجة الأولى 2017
الدوري السويدي الدرجة الأولى 2017 (بالسويدية: Division 1 i fotboll för herrar 2017)‏ هو موسم من Division ‏. فاز فيه نادي براغي.